# E.J. White
Steven White, detto E.J. (St. Cloud, ...), è un ex giocatore di football americano e allenatore di football americano statunitense che ha giocato come quarterback.
Ha vinto l'edizione 2016 della IFAF Europe Champions League.